# Montevideo
 For alternative betydninger, se Montevideo (flertydig). (Se også artikler, som begynder med Montevideo)
|  | Maskinoversættelse og/eller tvivlsomt indhold Denne sides indhold bærer præg af at være en maskinoversættelse og/eller meget dårligt og uklart formuleret. Det vurderes at sproget er så dårligt og eventuelt forkert eller til at misforstå, at det bør omskrives eller oversættes på ny. Du kan hjælpe med at oversætte til korrekt dansk i denne og lignende artikler. Hvis dette ikke sker inden for kort tid, kan en sletning komme på tale. Se evt. denne sides diskussionsside eller i artikelhistorikken. |

Montevideo er Uruguays hovedstad med 1.302.954(2023) indbyggere. Byen er Uruguays største og samtidig den vigtigste havneby, og hele 80 % af landets eksport udgår herfra.
Byen er blandt de byer i Latinamerika, der tilbyder den højeste livskvalitet, og er også klassificeret som en global by i betakategorien, hvor den indtager ottendepladsen i Latinamerika og 84. pladsen på verdensplan. Hovedstaden kendetegnes ved en stærk europæisk indflydelse, som kan ses både i livsstilen, gastronomien og arkitekturen. Den er desuden en af de byer i verden med den største koncentration af art deco-bygninger.
Grundlagt af spanierne i 1720’erne og oprindeligt befolket af kolonister fra De Kanariske Øer forblev Montevideo under det Spanske Imperiums herredømme indtil 1810’erne, da processen mod Uruguays uafhængighed begyndte. I de følgende årtier, i forbindelse med uafhængighedskrigen, kom byen successivt under britisk, portugisisk og brasiliansk kontrol, indtil den i 1830, med etableringen af Uruguay som en uafhængig stat, blev hovedstad i det nye land.
Montevideo huserer det administrative hovedkvarter for Mercosur samt det for Den Latinamerikanske Integrationsforening, de vigtigste handelsblokke i Latinamerika, en position der ofte sammenlignes med Bruxelles’ rolle i Europa.

## Ekstern henvisning
- Wikimedia Commons har flere filer relateret til Montevideo